# Scyphax crescentia
Scyphax crescentia är en kräftdjursart som beskrevs av Lewis1998. Scyphax crescentia ingår i släktet Scyphax och familjen Scyphacidae. Inga underarter finns listade i Catalogue of Life.